# Condemnation (singel)
Condemnation – singel grupy Depeche Mode promujący album Songs of Faith and Devotion.

## Wydany w krajach
- Australia (MC, CD)
- Belgia (7", CD)
- Francja (12", MC, CD)
- Hiszpania (7")
- Japonia (CD)
- Kanada (MC, CD)
- Niemcy (7", 12", CD)
- Szwecja (CD)
- Unia Europejska (CD)
- USA (12", MC, CD, CD-R)
- Wielka Brytania (7", 12", 12" promo, MC, CD)

## Informacje
- Nagrano w 1992 roku
- Produkcja Depeche Mode i Flood
- Teksty i muzyka Martin Lee Gore

## Twórcy
- David Gahan – wokale główne, sampler
- Martin Gore – organy, wokale wspierające, sampler
- Alan Wilder – fortepian, gitara basowa, automat perkusyjny, chórki, sampler
- Andrew Fletcher – syntezator, chórki, sampler

## WydaniaMute
- 7 BONG 23 wydany 13 września 1993
  1. Condemnation (Paris Mix) – 3:21
  2. Death’s Door (Jazz Mix) – 6:38
- 12 BONG 23 wydany 13 września 1993
  1. Condemnation (Paris Mix) – 3:21
  2. Death’s Door (Jazz Mix) – 6:38
  3. Rush (Spiritual Guidance Mix) – 5:31
  4. Rush (Amylnitrate Mix – Instrumental) – 7:42
  5. Rush (Wild Planet Mix – Vocal) – 6:24
- L12 BONG 23 wydany 13 września 1993
  1. Condemnation (live) – 4:09
  2. Personal Jesus (live) – 6:00
  3. Enjoy the Silence (live) – 6:47
  4. Halo (live) – 4:54
- P12 BONG 23 wydany 13 września 1993
  1. Condemnation (Paris Mix) – 3:21
  2. Death’s Door (Jazz Mix) – 6:38
  3. Rush (Spiritual Guidance Mix) – 5:31
- PL12 BONG 23R wydany 13 września 1993
  1. Rush (Wild Planet Mix – Vocal) – 6:24
  2. Rush (Amylnitrate Mix – Instrumental) – 7:42
  3. Rush (Spiritual Guidance Mix) – 5:31
- C BONG 23 wydany 13 września 1993
  1. Condemnation (Paris Mix)
  2. Death’s Door (Jazz Mix)
- CD7 BONG 23 wydany 13 września 1993
  1. Condemnation (Paris Mix) – 3:21
  2. Death’s Door (Jazz Mix) – 6:38
- CD BONG 23 wydany 13 września 1993
  1. Condemnation (Paris Mix) – 3:21
  2. Death’s Door (Jazz Mix) – 6:38
  3. Rush (Spiritual Guidance Mix) – 5:31
  4. Rush (Amylnitrate Mix – Instrumental) – 7:42
- LCD BONG 23 wydany 13 września 1993
  1. Condemnation (live) – 4:09
  2. Personal Jesus (live) – 6:00
  3. Enjoy the Silence (live) – 6:44
  4. Halo (live) – 4:54